# Anna Catasta
Anna Catasta (Genova, 6 maggio 1952) è una politica italiana, parlamentare europea dal 1989 al 1994.

## Biografia
Laureata in lettere moderne all'Università degli Studi di Milano, dal 1981 al 1989 fa parte della segreteria confederale provinciale della CGIL di Milano.
È stata eletta deputata europea alle elezioni del 1989 con il Partito Comunista Italiano. È stata membro della Commissione per gli affari sociali, l'occupazione e le condizioni di lavoro, della Delegazione per le relazioni con i paesi membri dell'ASEAN e la Repubblica di Corea (AIPO), della Commissione per i diritti della donna, della Delegazione per le relazioni con i paesi dell'Asia del Sud e l'Associazione per la cooperazione regionale dell'Asia del Sud (SAARC). Dopo la Svolta della Bolognina aderisce al PDS. Termina il proprio mandato a Strasburgo nel 1994.
Successivamente lavora come consulente senior di strategie per l'integrazione delle politiche comunitarie e nell'assistenza tecnica alle progettazioni.